# Morkoka
La Morkoka (en russe : Моркока - en yakoute : Моркуока) est une rivière de Russie qui coule en République de Sakha, en Sibérie orientale. C'est un affluent de la rivière Markha en rive droite, donc un sous-affluent de la Léna par la Markha et le Viliouï.

## Géographie
La Morkoka prend naissance à 627 mètres d'altitude, en tant qu'émissaire du lac Baïyttakh (ou lac Byïyttakh), un peu au nord du cercle polaire arctique, sur le plateau de la Viliouï, partie du plateau de Sibérie centrale. Après sa naissance, la rivière coule d'abord en direction sud-est puis plus tard franchement vers l'est. Elle emprunte une vallée profondément taillée dans le plateau et effectue ainsi de nombreux méandres. Dans son cours inférieur la rivière se dirige vers le nord-est et conflue peu après, à 148 mètres d'altitude, avec la Markha dont la largeur et le débit sont assez semblables à cet endroit. À sa confluence, la Morkoka a une largeur de plus ou moins 200 mètres, mais sa profondeur n'est que d'un mètre environ. Elle y coule à la vitesse de 
0,7 m/s.

## Affluents
Les principaux affluents sont deux tributaires de rive droite (entre parenthèses : en langue russe puis en yakoute) :
- le Tangkhan (131 km de long) (Тангхан, Таҥхай)
- la Morkoka-Markharata (179 km) (Моркока-Мархарата, Моркуока Мархарата)

## Hydrométrie - Les débits mensuels à Khabardino

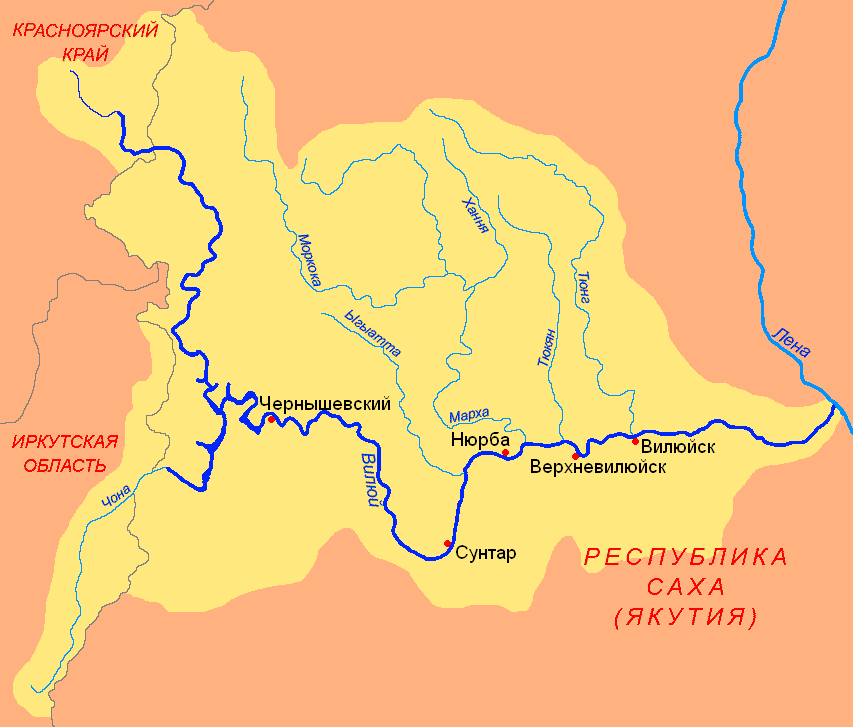
Schéma du bassin de la rivière Vilyuy

La Morkoka est un cours d'eau très irrégulier. Son débit a été observé pendant 20 ans (entre 1973 et 1994) à Khabardino, localité située à 380 kilomètres de son embouchure dans la Markha. 
Le module observé à Khabardino sur cette période était de 116 m3/s pour une surface observée de 18 600 km2, soit un peu moins de 58 % de la totalité du bassin versant de la rivière qui en compte 32 400. La lame d'eau écoulée dans cette partie du bassin versant se monte ainsi à 197 millimètres par an, ce qui peut être considéré comme modéré, mais qui est assez abondant comparé à la partie centrale du bassin de la Léna qui reçoit des précipitations très faibles. 
Rivière alimentée en partie par les pluies d'été et d'automne, mais surtout par la fonte des neiges et des glaces de l'hiver, la Morkoka est un cours d'eau de régime nivo-pluvial qui présente deux saisons. 
Les hautes eaux se déroulent au printemps et au début de l'été, du mois de mai au mois de juillet, avec un sommet très net en juin qui correspond au dégel. Le bassin bénéficie d'assez bonnes précipitations en toutes saisons. Elles tombent sous forme de pluie en été-automne, ce qui explique que le débit de juillet à septembre soit bien soutenu. En octobre, le débit de la rivière chute, ce qui mène à la période des basses eaux, liée au gel intense du rigoureux hiver est-sibérien. Cette saison, d'une durée de plus ou moins sept mois, a lieu d'octobre à début mai et correspond aux importantes gelées qui s'étendent sur toute la région. 
Le débit moyen mensuel observé de février à avril (minimum d'étiage) est systématiquement nul, tandis que le débit moyen du mois de juin atteint 671 m3/s, ce qui souligne l'amplitude extrêmement élevée des variations saisonnières. Sur la durée d'observation de 20 ans, le débit mensuel maximal s'est élevé à 1 120 m3/s en juin 1987. 
En ce qui concerne la période estivale, la seule utile car libre de glaces (de juin à septembre inclus), le débit mensuel minimum observé a été de 8,19 m3/s en août 1975, ce qui souligne l'existence d'étiages assez prononcés en été également.